# 顧みられない病気
顧みられない病気（英語: Neglected Disease）とは、途上国で貧困層を中心に流行している病気を指して、日本においては国境なき医師団（以下MSF）などが用いる用語である。特に熱帯地域の途上国で貧困層を中心に流行している感染症については、WHOにより顧みられない熱帯病（英語: Neglected Tropical Diseases）とされ、2007年以降、それらの感染症に対する「目覚ましい成果」がWHOにより毎年報告されている。
民族紛争や内戦、自然災害による民間人への被害が大きな地域では、先進国ではめったに発病しない疾患が多発するが、大多数の患者が貧困層であるために、製薬会社にとって採算の合う市場とはならない。したがって製薬会社は、リスクが高く高額な費用がかかるこれらの病気の治療薬の研究開発に投資することに消極的である。
そのため、数億単位の患者がいるにもかかわらず、一般的に名前さえほとんど知られていない病気が多く、その治療薬の開発が進まない病気が、顧みられない病気と呼ばれている。
また開発から半世紀近くかそれ以上経過したものの治療薬自体は存在することや、かろうじて極めて少数の製薬機関が治療薬を製造しているという現状も、新薬開発の遅延、停滞に響いていると思われる。

## 具体的な疾患

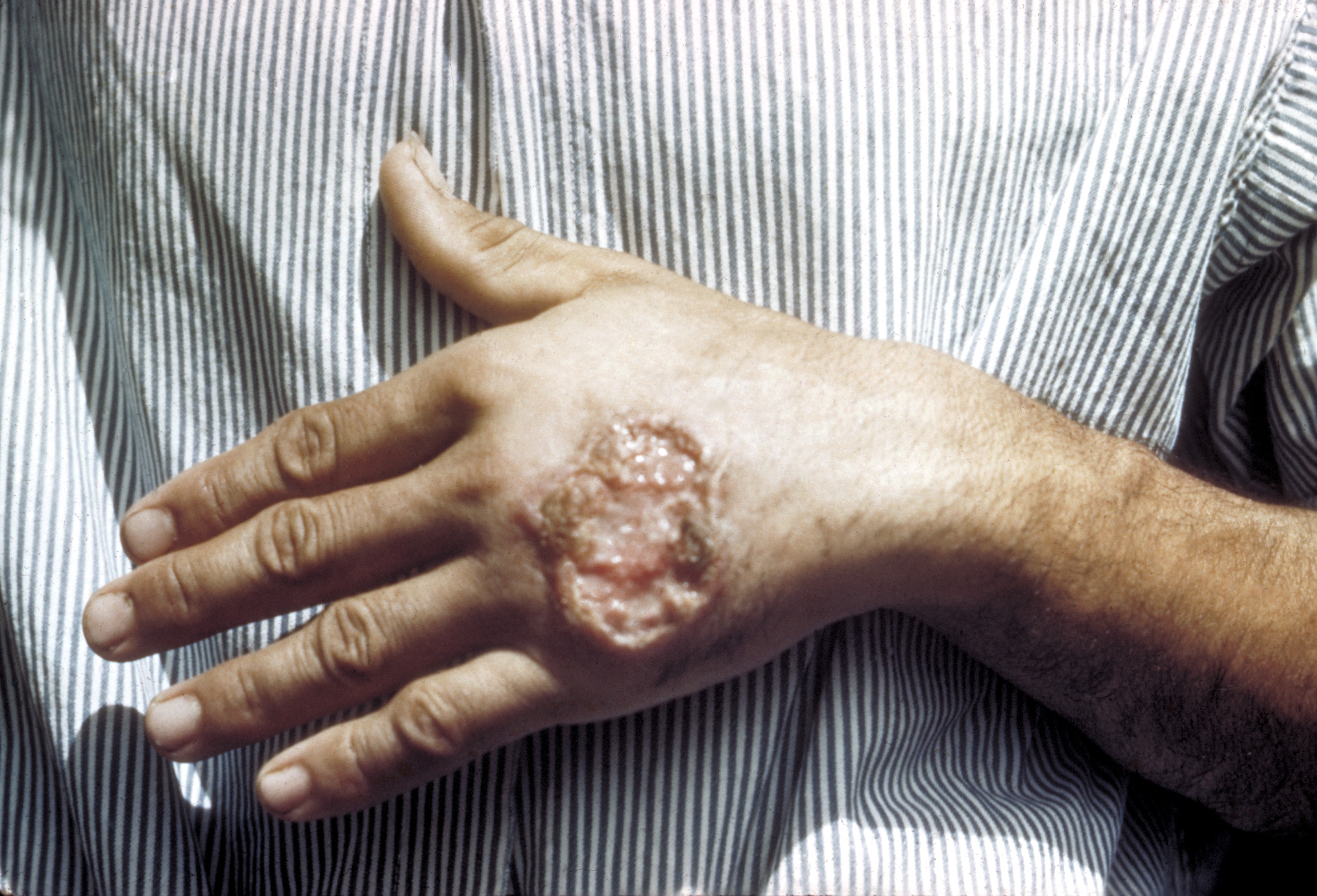
リーシュマニア症

- アフリカトリパノソーマ症（ヒト・アフリカ・トリパノソーマ症、アフリカ睡眠病）[1]
- 南アメリカトリパノソーマ症（シャーガス病）[1]－南米に約1500万人の患者。
- 狂犬病[1]
- ブルーリ潰瘍[1]
- デング熱[1]
- リーシュマニア症[1]－画像は皮膚に症状が出ているが、内臓性になると致死率が高い。
- 住血吸虫症[1]－患者は約2億人。
- リンパ系フィラリア症[1]
- ハンセン病[1]
- オンコセルカ症（河川盲目症）[1]－主に熱帯地域で発生。
- 条虫症および神経嚢胞症[1]
- エキノコックス症[1]
- フランベジア（イチゴ腫、森林梅毒、風土性トレポネーマ症）[1]
- メジナ虫症[1]
- 食品由来の吸虫症[1]
- 真菌腫[1]
- 土壌伝染性蠕虫症[1]

## その他
マラリア、HIV、結核の三大疾病と呼ばれる疾患については、広く治療薬が製造され、人道支援やNGOで途上国にも行き渡っているが、患者の人数に対して絶対数が不足しており、途上国の中でも行き渡らない地域が多く、これも捉えようによっては顧みられない病気に相当する。

## 今後の動向
人口爆発が続く途上国では、顧みられない病気は更に規模が大きくなっていくと推測されている。
一方でこの単語をダイレクトメールやウェブサイトにおいて頻繁に用いるMSFは、2003年「顧みられない病気のためのイニシアチブ(DNDi : Drugs for Neglected Diseases initiative)」を他機関と共同で設立した。
DNDiは、顧みられない病気を主眼においた新薬開発を行っている他、国際的な研究団体、公的セクター、製薬業界や他の関連する提携団体と協力して、医薬品の研究開発プロジェクトの立ち上げや調整を行っている。 
2007年3月、DNDiはその最初の製品として、マラリア治療の混合薬ASAQを発売した。
また2004年、カリフォルニア大学バークレー校は『人道目的のプロジェクト』に対し、特許の無料公開を発表し、これにアメリカ合衆国の各大学が追随している他、2005年にマイクロソフト会長ビル・ゲイツの経営する慈善団体『ビル&メリンダ・ゲイツ財団』は、途上国の生物医学研究に500億円相当の寄付・支援を行った。

## 参考
- http://www.msf.or.jp/special/Top10_2009/neglecteddiseases/
- http://hiroono.com/ja/2008/09/10/usseieeau-neglected-diseases/